# Hudevîceve, Berezivka
Hudevîceve (în ucraineană Гудевичеве) este un sat în comuna Konopleane din raionul Berezivka, regiunea Odesa, Ucraina.

## Demografie
Componența lingvistică a localității Hudevîceve
     Ucraineană (89,94%)
     Română (6%)
     Rusă (2,9%)
     Alte limbi (0,39%)
Conform recensământului din 2001, majoritatea populației localității Hudevîceve era vorbitoare de ucraineană (89,94%), existând în minoritate și vorbitori de română (6%) și rusă (2,9%).